# سديم القلب
سديم القلب أو آي سي 1805 (بالإنجليزية: Heart Nebula أو IC 1805) يقع على مسافة 7500 سنة ضوئية من الأرض وهو في ذراع الجبار لمجرتنا، مجرة درب التبانة. يرى في إتجاه كوكبة ذات الكرسي. سديم القلب هو سديم إشعاعي يبدي وجود غاز ساخن فيه ووجود شرائط قاتمة من الغبار. يتكون السديم من بلازما عبارة عن غاز الهيدروجين المتأين؛ أي توجد فيه بروتونات وإلكترونات حرة.
ويصنف الجزء اللامع في سديم القلب (وهي العقدة الموجودة إلى اليمين) كأنها نظام مستقل ويرمز لها بالرمز NGC 896, حيث كانت هي أول الأجزاء التي اكتشفت من هذا السديم.
توجد بالقرب من سديم القلب مجرتان: مافاي 1 ومافاي 2 . ولكن الضوء الصادر من موسط مجرة درب التبانة يجعل من الصعب العثور عليهما، وعند العثور عليهما فإنه يصعب توضيح التفاصيل فيهما. كان يعتقد في الماضي أن مجرتي مافاي 1 ومافاي 2 يتبعان المجموعة المحلية من المجرات، ولكن مع زيادة التدقيق في الرصد والمشاهدات تبين أنهما ينتميان إل عنقود مجري مستقل يسمى مجموعة مافاي أو آي سي 342 (IC 342). وهي أقرب مجموعة مجرات إلى مجموعتنا المحلية؛ وتبعد عنا نحو 10 ملايين سنة ضوئية.

## التسميات

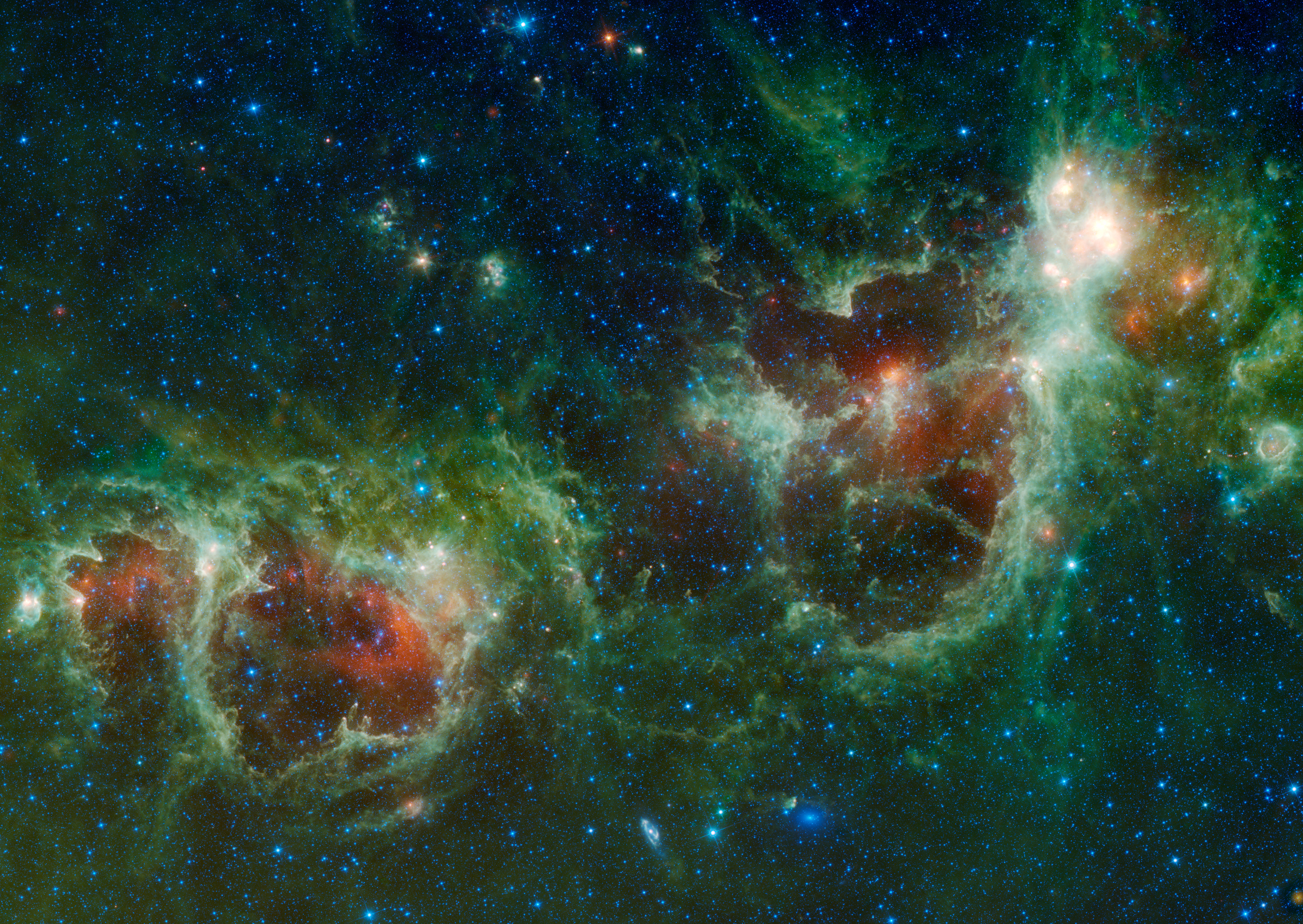
Der سديم القلب (إلى اليمين) و سديم الروح (إلى اليسار)؛ صورة الأشعة تحت الحمراء الصادرة منهما. أسفل منهما ترى مجرتي مافاي 1 ومافاي 2 (أزرق).

- اكتشف أولا الجزء المضيء فيه السديم وأعطي له الرمز إن جي سي 896 في الفهرس العام الجديد.
- بعد ذلك اعطي الرمز آي سي 1805 أو «ميلوته 15» لمجوعة النجوم فيه. وأحيانا يستخدم الرمز IC 1805 للإشارة إلى السديم بأكمله.
- تسمى منطقة الغاز في السديم وحدها بالرمز «وسترهاوت 4»
- وبجمعها مع سديم إشعاعي صغير قريب منها يشكلان ما يذكر «بالقلب والروح»؛ أي «سديمي القلب  والروح.»

## خصائص سديم القلب
يبعد سديم القلب عنا نحو 7500 سنة ضوئية وهو موجود في ذراع الجبار في درب التبانة. يتكون السديم الإشعاعي من سجب غازية وبه مناطق غبارية مظلمة تتكون من البلازما، التي هي عبارة عن هيدروجين متأين وإلكترونات حرة طليقة.
تضاء أجزاء السديم ذات اللون الأحمر من نجوم التجمع النجمي المفتوح المسمى Melotte 15 . ويتكون هذا التجمع من عدة نجوم بالغة الكتلة، تصل كتلة بعض منهم تصل إلى نحو 50 كتلة شمسية بالإضافة إلى عدد كبير من النجوم الصغيرة ضعيفة الضوء. كما يحوي التجمع النجمي نجم زائف طرد من بينهم منذ ملايين السنين.

يمكن رؤية جزء من سديم القلب إلى اليمين في هذه الصورة. وإلى اليسار المجرة الإهليلجية مافاي 1 (أزرق) والمجرة الحلزونية مافاي 2 (أزرق فاتح).

## بعض صور سديم القلب

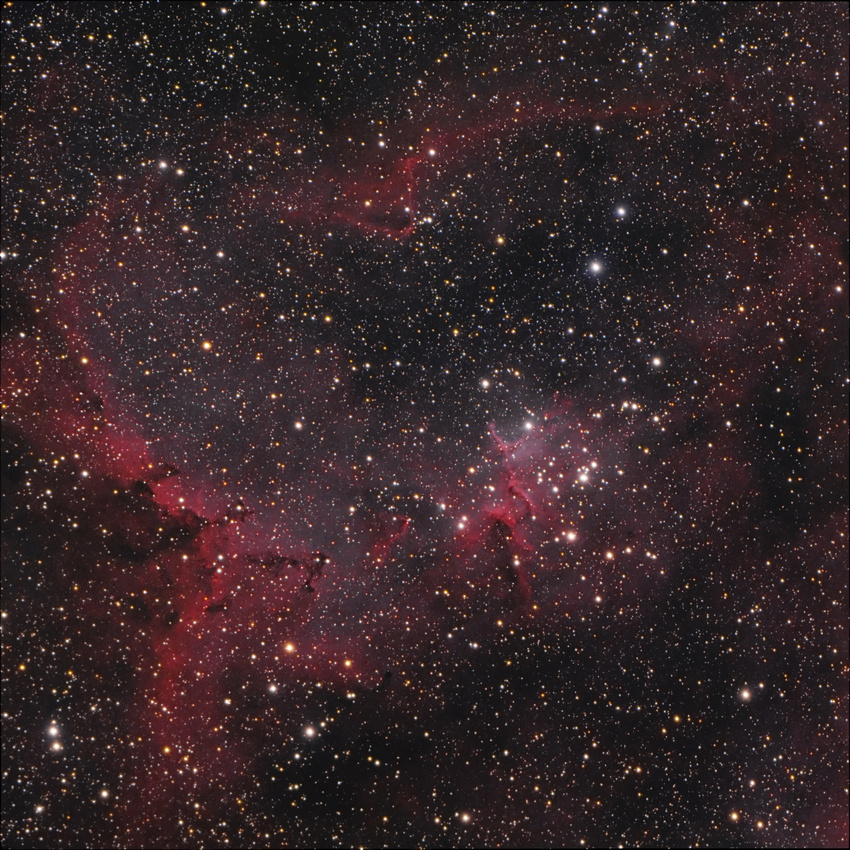
تجمع نجمي مفتوحMelotte 15 في وسط IC 1805.
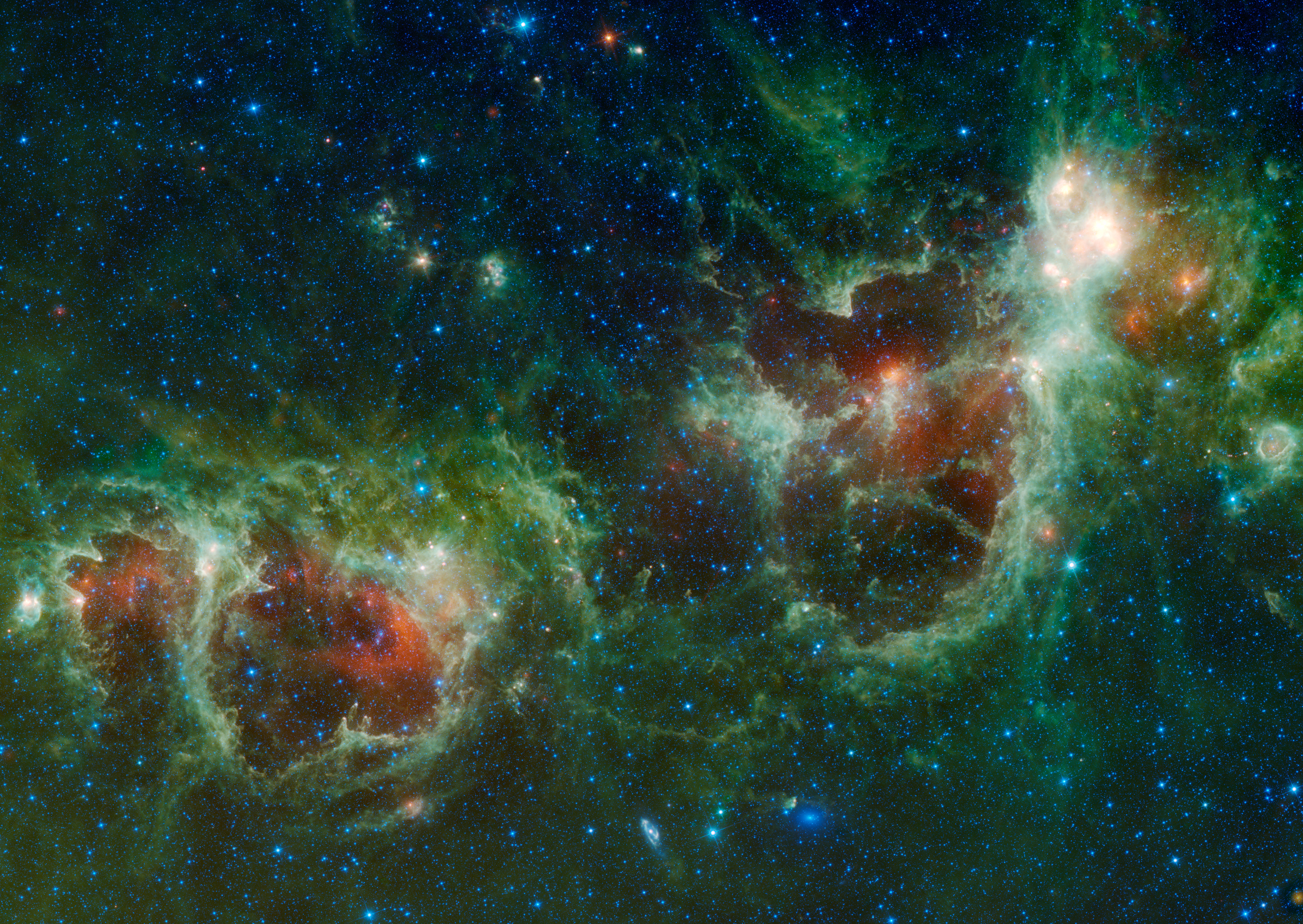
سديم القلب و سديم الروح ؛ صورة للاشعة تحت الحمراء الصادرة منهما ، ناسا ، WISE telescope.
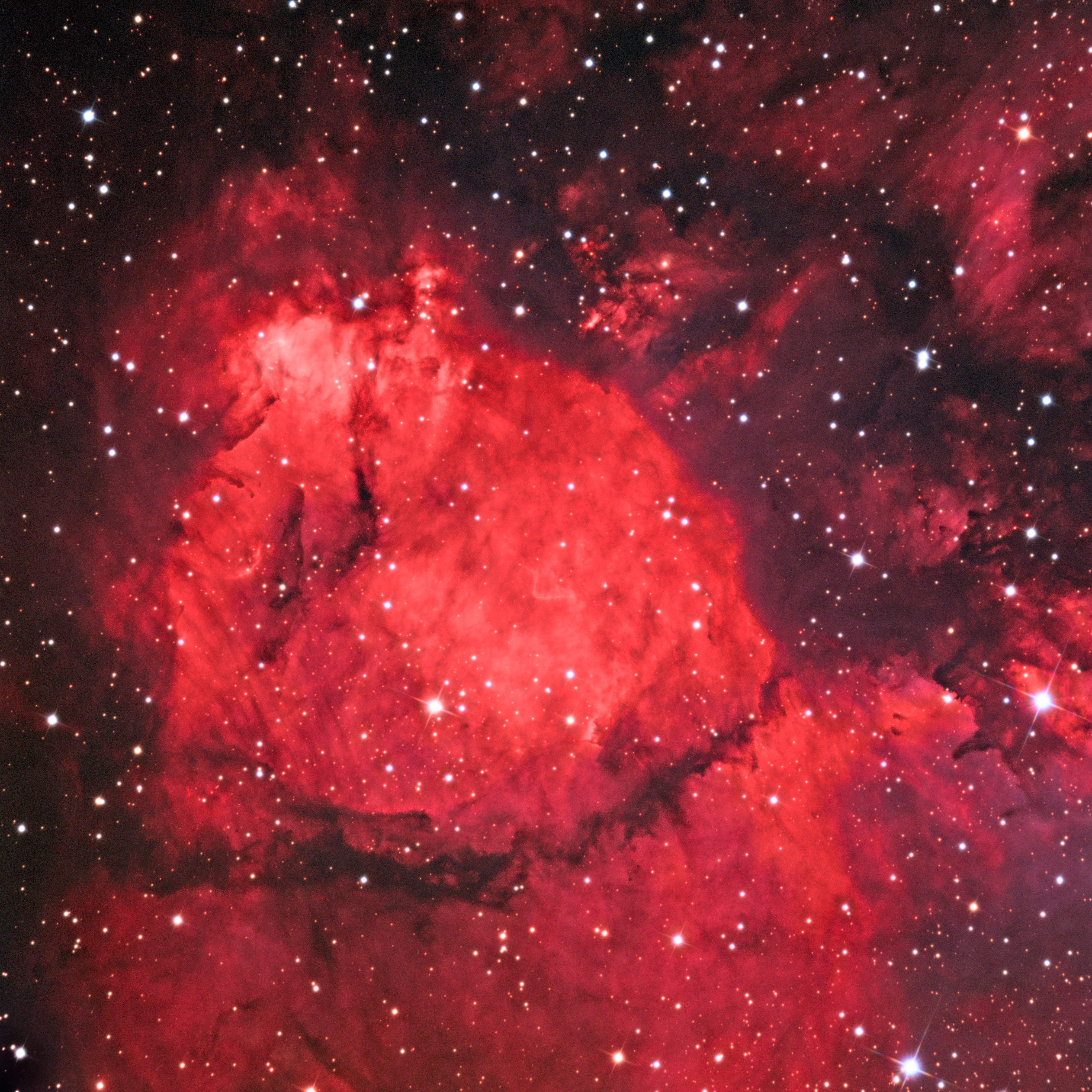
NGC 896 بواسطة تلسكوب 32 بوصة (تلسكوب شولمان) بمرصد مونت ليمون ، أريزونا.

## اقرأ أيضا
- سديم وسترهاوت 5
- منطقة هيدروجين II
- ولادة النجوم
- إن جي سي 1977
- إن جي سي 3195
- سديم الشبح الصغير
- سديم الشبح